# Universität Mozarteum Salzburg
De Universität Mozarteum Salzburg is een hogeronderwijsinstelling in Salzburg (Oostenrijk). Het is een van de drie instanties in Salzburg die zich met de naam Mozarteum aanduiden. De beide andere zijn de Internationale Stichting Mozarteum en het Mozarteum-Orkest. Alle drie komen ze voort uit de in 1841 opgerichte Dommusikverein und Mozarteum.

## Universität Mozarteum
De Dommusikverein und Mozarteum werd in 1841 opgericht, ter gelegenheid van Mozarts vijftigste sterfjaar. Het was aanvankelijk een muziekschool en verzameling van documenten van en over Mozart. Hieruit kwam in 1880 de Öffentliche Musikschule Mozarteum voort. In 1914 kreeg deze muziekschool de status van conservatorium. Tijdens de bezetting door de nazi's werd de naam van het conservatorium in Reichshochschule Mozarteum veranderd. Na de Tweede Wereldoorlog werd het als Musikhochschule aangeduid. In 1953 ontstond daaruit de Akademie für Musik und darstellende Kunst "Mozarteum" in Salzburg. In 1970 werd het Hochschule für Musik und darstellende Kunst "Mozarteum" in Salzburg en sinds 1998 heet de instelling Universität Mozarteum Salzburg.
De Universiteit Mozarteum heeft in zijn aanbod naast vele opleidingen voor strijkinstrumenten, blaasinstrumenten, tokkelinstrumenten en slagwerk, de studierichtingen concert en muziekpedagogiek en ook een gerenommeerde opleiding voor theater. 
Sinds 2006 is de universiteit gevestigd in het Neue Mozarteum aan de Mirabellplatz. Van de door Robert Rechenauer ontworpen nieuwbouw maakt het grotendeels afgebroken Borromäum (eerder: Prigeniturpalast) uit 1631 deel uit.

## Andere "Mozartea"
In Salzburg noemen zich nog twee instellingen Mozarteum, de Internationale Stichting Mozarteum en het Mozarteum-Orkest.
De Internationale Stichting Mozarteum (Internationale Stiftung Mozarteum) werd in 1880 opgericht ter bevordering van muzikale talenten. In 1925 werd het een vereniging. Deze instantie was vanaf 1953 verantwoordelijk voor de Neue Mozart Ausgabe en organiseert sinds 1956 de jaarlijkse Mozartwoche. Tevens exploiteert ze een aantal Mozart-musea, waaronder Mozarts Wohnhaus.

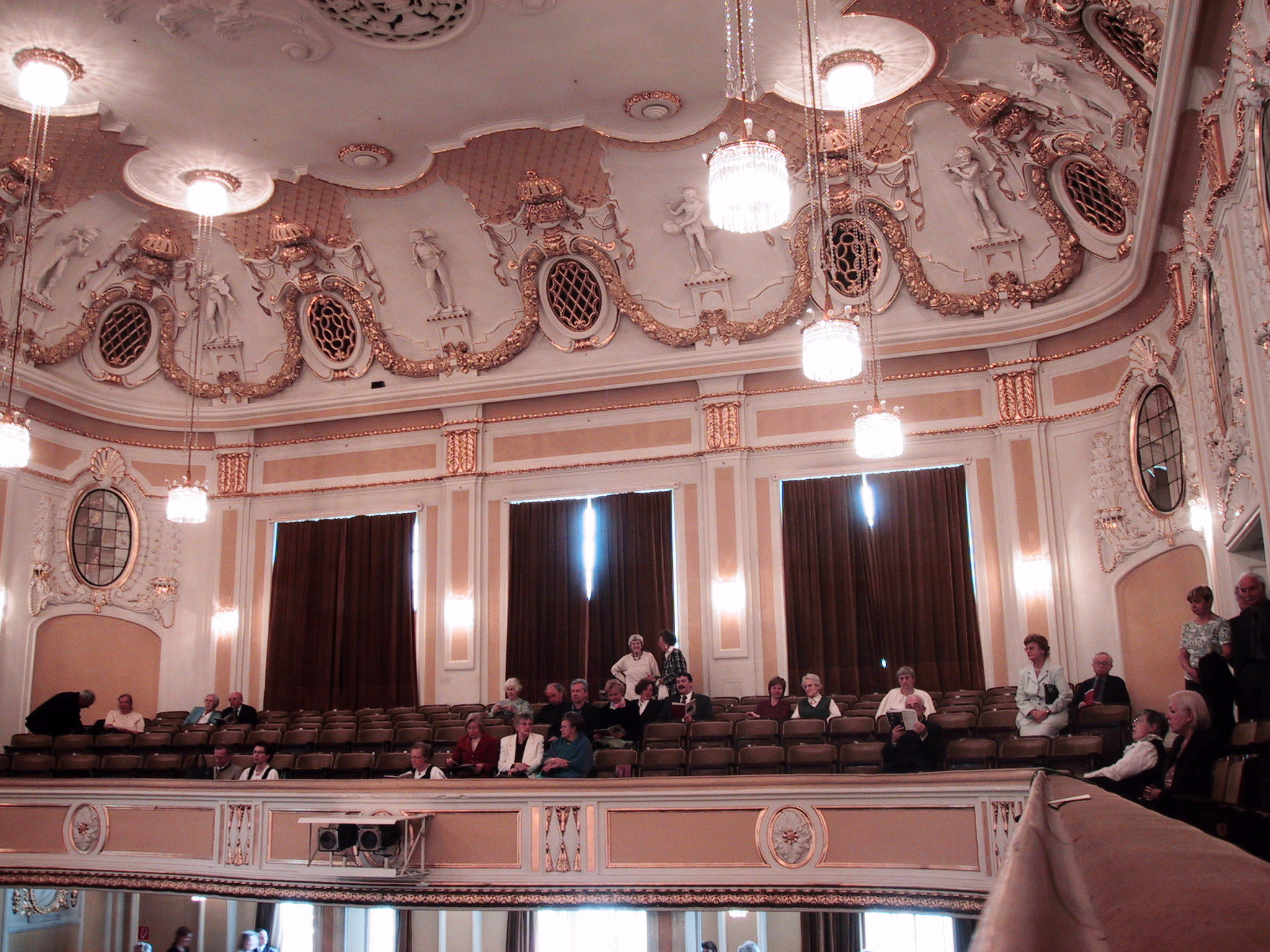
Grote zaal - luisteraars en bezoekers
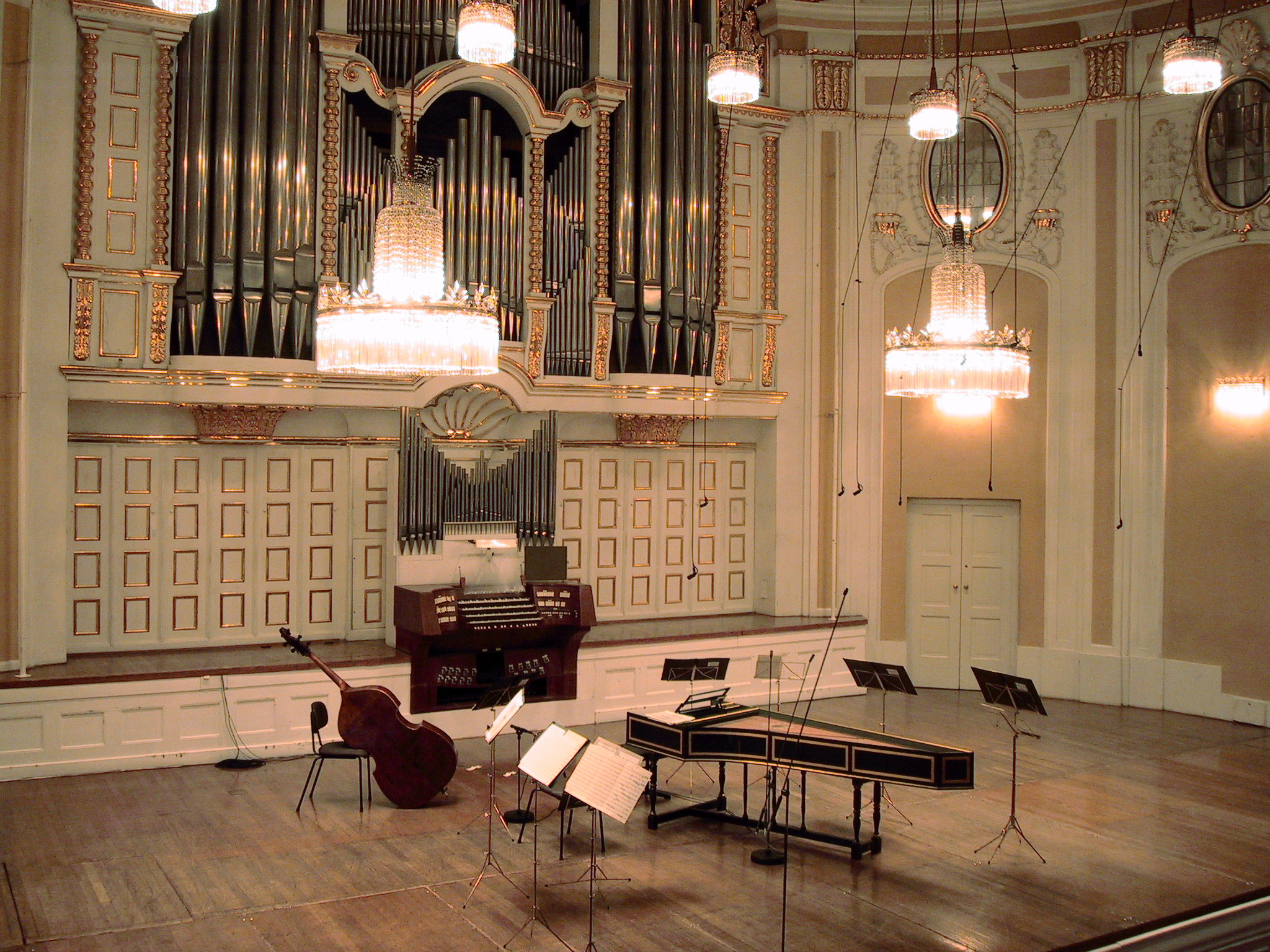
Grote zaal, podium
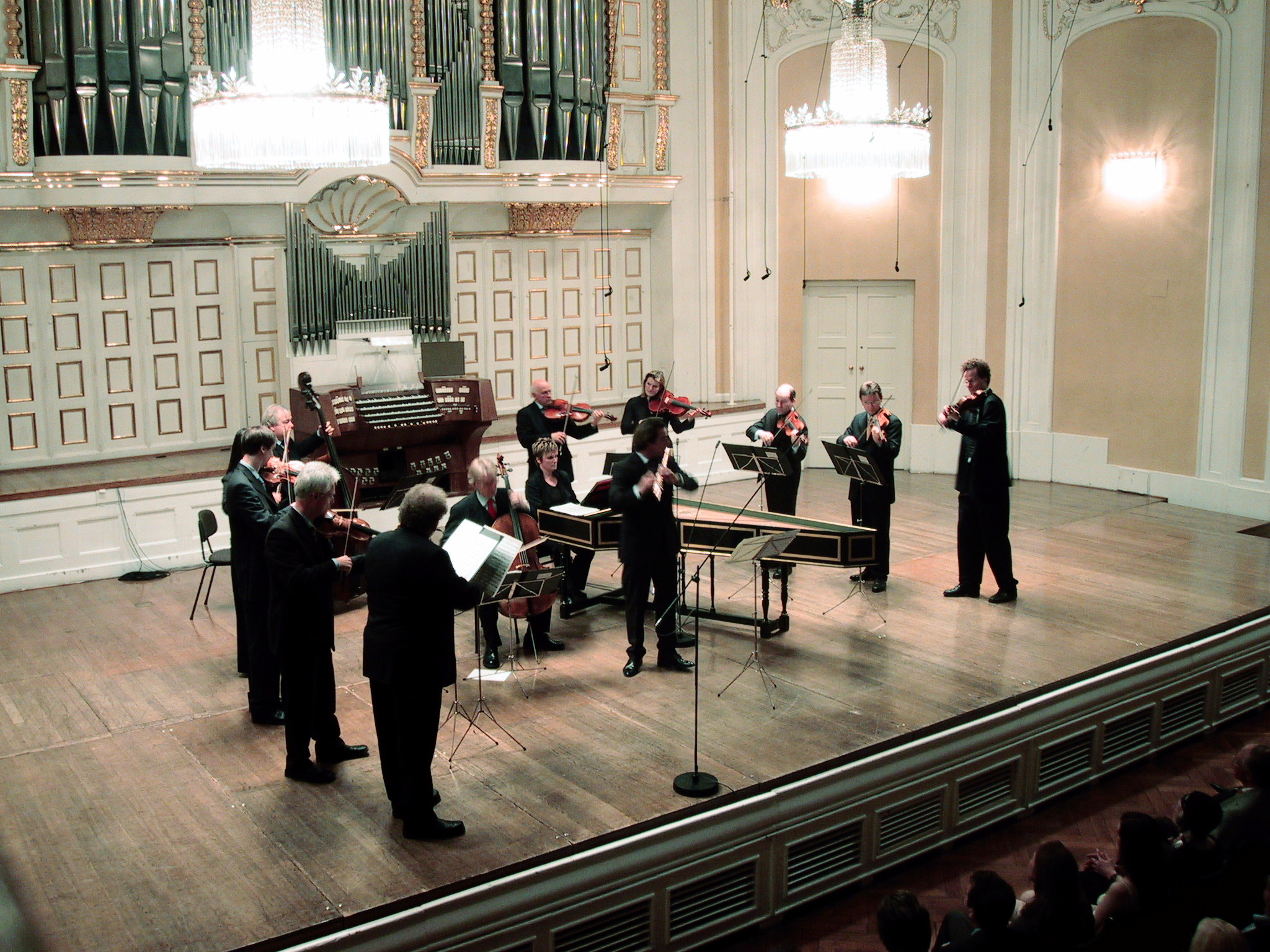
Grote zaal, podium met ensemble

De stichting heeft haar zetel in het in 1914 door de architect Richard Berndl uit München ontworpen en gebouwde Stichtingsgebouw met de Wiener Saal van het Mozarteum. Ook het naastgelegen gebouw van de grote zaal van het Mozarteum behoort tot de Stichting. Deze zaal is heel bekend en behoort tot de voornaamste concertzalen van Salzburg, ook voor de Salzburger Festspiele.

## Mozarteum-Orkest
Het Mozarteum-Orkest was oorspronkelijk het studentenorkest van de muziekschool en de latere Academie Mozarteum. In 1939 scheidde het orkest zich af van de toenmalige academie en werd het een zelfstandig orkest van geselecteerde beroepsmusici. De leiding had toen Willem van Hoogstraten. In 1958 werd dit orkest het officiële symfonieorkest van de stad en de Oostenrijkse deelstaat Salzburg. Sinds 2017 is Riccardo Minasi chef-dirigent van het Mozarteumorchester Salzburg.

## Ereleden van het Mozarteum
- Franz Berwald

## Bekende leerlingen
- Sven Erik Bechtolf
- Thomas Bernhard
- Frits Celis
- Frederick Fennell
- Heino Ferch
- Alenka Gotar
- Clemens Hagen
- Veronika Hagen
- Herbert Karajan
- Isabelle van Keulen
- Manuel Angulo López-Casero
- David Maslanka
- Brooke McEldowney
- Franz Richter Herf
- Seda Röder
- Josef Seidl
- Benjamin Schmid
- William Schuman
- Raymonde Serverius
- Siegfried Somma
- Albert Tepper
- Erwin Trojan
- Gottfried Veit
- Quirine Viersen
- Thomas Zehetmair